# São João das Lampas e Terrugem
São João das Lampas e Terrugem (oficialmente, União das Freguesias de São João das Lampas e Terrugem)  é uma freguesia portuguesa do município de Sintra, com 83,60 km² de área e 17 993 habitantes (censo de 2021). A sua densidade populacional é 215,2 hab./km².

## História
Foi criada aquando da reorganização administrativa de 2012/2013, resultando da agregação das antigas freguesias de São João das Lampas e Terrugem.

## Demografia
A população registada nos censos foi:
| Distribuição da População por Grupos Etários | Distribuição da População por Grupos Etários | Distribuição da População por Grupos Etários | Distribuição da População por Grupos Etários | Distribuição da População por Grupos Etários | Distribuição da População por Grupos Etários |
| -------------------------------------------- | -------------------------------------------- | -------------------------------------------- | -------------------------------------------- | -------------------------------------------- | -------------------------------------------- |
| Antes da agregação                           |                                              |                                              |                                              |                                              |                                              |
| Ano                                          | 0-14 anos                                    | 15-24 anos                                   | 25-64 anos                                   | >= 65 anos                                   | Total                                        |
| 2001                                         | 2147                                         | 1973                                         | 7887                                         | 2275                                         | 14282                                        |
| 2011                                         | 2679                                         | 1645                                         | 9120                                         | 3061                                         | 16505                                        |
| Após a agregação                             |                                              |                                              |                                              |                                              |                                              |
| Ano                                          | 0-14 anos                                    | 15-24 anos                                   | 25-64 anos                                   | >= 65 anos                                   | Total                                        |
| 2021                                         | 2618                                         | 1869                                         | 9505                                         | 4001                                         | 17993                                        |